# Бирса Мунда
Бирса Мунда (15 ноября 1875, Чалкад — 9 июня 1900, Ранчи, Джаркханд) — индийский военный деятель, представитель малого коренного индийского народа мунда, его вождь и национальный герой. Будучи формально христианином и приверженцем хилиазма, возглавлял в конце XIX века на территории современных штатов Джаркханд и Бихар партизанскую борьбу мунда против британских колонизаторов, став крупной фигурой в истории движения за независимость Индии.
О происхождении и большей части жизни Бирсы Мунды сведений очень мало. Он родился в бедной крестьянской семье (получил имя в честь дня недели, в который родился, — четверга) родом из Улихату, вынужденной в поисках заработка на уборке урожая переезжать с места на место. Появился на свет и вырос в Чалкаде, впоследствии был отправлен в деревню Аюбхату, где жил дядя его матери, и учился в местной школе. Позже оказался в школе при немецкой христианской миссии и там перешёл в христианство, приняв имя Бирса Давид. С 1 октября 1894 года вёл войну против англичан, отбиравших земли мунда, именуя себя пророком новой религии, частично основанной на христианской вере. Предлогом для первого восстания стал отказ захвативших наделы мунда англичан списать крестьянам-арендаторам их долги. После нескольких успехов был пленён 3 февраля 1900 года и скончался в тюрьме в Ранчи 9 июня того же года; официальной причиной смерти была объявлена холера. После его смерти партизанское движение мунда сошло на нет, однако колониальным властям пришлось принять новые законы, значительно усложнявшие изъятие у мунда их земель.
Ныне его портрет висит в центральном зале парламента Индии — он является единственным из адиваси, удостоенным такой чести. Имя Бирсы Мунды как борца против британского колониализма пользуется в современной Индии большим уважением. Образ Бирсы Мунды стал частью индийского фольклора и пользуется популярностью в литературе и кинематографе. В его родной местности 15 ноября, его день рождения, является праздником местного значения, во время которого проходят различные торжества.